# Francisco Permanyer y Tuyet
Francisco Permanyer y Tuyet (Barcelona, 29 de enero de 1817-Madrid, 28 de diciembre de 1864) fue un político y jurista español, alcalde de Barcelona en 1856 y ministro de Ultramar en 1863.

## Biografía
Nació en Barcelona el 29 de enero de 1817, hijo de Juan Permanyer —un fabricante de jabón— y Juana Tuyet. Desde joven se dedicó a la jurisprudencia, cursando después de los estudios preliminares los dos primeros años de la carrera en Cervera y en Barcelona el resto, entre 1833 y 1839. Se licenció el 14 de junio de 1839 en la Universidad de Sevilla. El 30 de septiembre se incorporaría al colegio de abogados de Barcelona. Fue sustituto de la cátedra de segundo año de jurisprudencia, y al siguiente, agregado, después secretario de la facultad, por oposición pública en 1848, catedrático de Códigos en la Universidad de Valladolid, de la que sería trasladado a la de Barcelona, y en 1858 a la cátedra de Historia y elementos de derecho común y foral, hasta que en 1862 se le concedió la categoría de ascenso, y el 15 de diciembre la cátedra numeraria de la filosofía del derecho y derecho internacional.
Fue secretario de la Academia de Jurisprudencia, más tarde sucesivamente vicepresidente y presidente, este último cargo en 1862. Fue examinador en la carrera del Notariado, juez para las oposiciones de la cátedra de Retórica y poética del instituto de San Isidro y para la de derecho civil y comercio, vacante en Salamanca en 1862, abogado suplente de los magistrados en la Audiencia, diputado de la Junta del Colegio; individuo del Consejo de disciplina, de la Universidad y de la Comisión Científica del Instituto catalán de San Isidro; director de la sección de historia en la Academia de Buenas Letras de Barcelona; comisionado para la reconstrucción de la universidad, consultor sustituto del Tribunal de Comercio y principal del ayuntamiento, de sociedades de crédito, del hospital, de la bailía del Real patrimonio, tesorero de la asociación de Socorros mutuos de abogados, vocal de la Junta para la restauración del monasterio de Montserrat y de la comisión directiva del Instituto de San Isidro, presidente de la comisión de informes sobre el proyecto de Código Civil y del consistorio de Juegos Florales, y miembro de la Sociedad Económica del País en 1860. Mantuvo una buena amistad con Estanislao Reynals y Rabassa.
Fue elegido diputado por el distrito de la Universidad de Barcelona, tomó asiento en el Congreso el 8 de febrero de 1858, siendo reelegido tres veces por el de San Pedro de la última ciudad, sin que la última llegase a jurar el cargo. Entre julio y octubre de 1856 fue alcalde de Barcelona. En abril de 1862 fue elegido vicepresidente del Congreso y en 1863 fue llamado a los Consejos de la corona por la reina Isabel II, desempeñando el cargo de ministro de Ultramar entre el 6 de agosto y el 29 de noviembre de 1863. Estuvo afiliado al Partido Moderado. Cayó gravemente enfermo en Barcelona el 18 de diciembre de 1863, temiéndose por su vida y llegando a recibir la extremaunción. Sin embargo logró recuperarse, aunque recaería a finales de 1864. Falleció a las dos de la madrugada del 28 de diciembre de 1864 a causa de una parálisis cardiaca, cuando estaban en su casa el señor de Fábregas y Laureano Figuerola.